# نادي بين أور
نادي بين أور الرياضي (بالإسبانية: Club Sportivo Ben Hur) هو نادي رياضي في الأرجنتين تأسس في 17 يونيو 1940. ينافس في عدة رياضات مثل كرة السلة، كرة القدم، لعبة البولينج، الشطرنج، هوكي الحقل والسباحة. حقق فريق كرة السلة بطولة دوري كرة السلة الوطني الأرجنتيني في 2004–05.

## وصلات خارجية
- الموقع الرسمي